# Montserrat Corominas Vila
Montserrat Corominas Vila (Sabadell, 1929 - Val Gardena, Itàlia, 1995) fou una esquiadora catalana.
Montserrat Corominas és coneguda per la seva important carrera esportiva d'esquiadora. Ja casada i amb una filla, va esdevenir campiona d'Espanya d'eslàlom, eslàlom gegant i combinada l'any 1959, amb 30 anys. El mateix any va quedar primera del Derby Internacional de la Molina d'eslàlom i combinada. Va ser campiona de Catalunya diversos anys en les modalitats d'eslàlom i eslàlom gegant. Esportista de mena, i amb unes grans ganes de participar en diferents esports, també va guanyar la Marxa Beret d'esquí de fons en la distància de vuit quilòmetres el 1978. A més a més, va practicar de forma regular el tennis, el trial i l'esquí nàutic, modalitats amb què va participar en campionats de Catalunya i d'Espanya.
A la meitat dels anys 60 va entrar al Club l'Esquí Vall d'Aran com a sòcia i ràpidament n'esdevingué vicepresidenta. En aquest club va destacar com a promotora de l'esquí infantil i ben aviat es va incorporar al comitè Infantil d'esquí alpí de la Federació Espanyola d'Esports d'Hivern. Mentrestant va seguir el Curs de Delegat Tècnic, en el seu cas de Delegada Tècnica, ja que va formar part de la primera promoció en què participaren dones. Amb aquest títol va exercir com a tal en diferents ocasions per tota la geografia espanyola, i hi ha un campionat infantil de Baqueira Beret que porta el seu nom.
Cal destacar la important participació que va tenir en les competicions de veteranes organitzades per la Federació Internacional d'Esquí. Entre d'altres, va guanyar 9 vegades la Copa del Món i 8 vegades el Criterium Mundial. Va morir a Val Grardena Itàlia el 1995.